# Gare de Gien
Pour les articles homonymes, voir Gien (homonymie).
La gare de Gien est une gare ferroviaire française de la ligne de Moret - Veneux-les-Sablons à Lyon-Perrache, mais aussi un ancien important nœud ferroviaire concernant les lignes d'Auxerre-Saint-Gervais à Gien, d'Orléans à Gien et de Gien à Argent. Elle est située place de la gare à l'est du centre-ville de Gien, dans le département du Loiret, en région Centre-Val de Loire.
Elle est ouverte en 1861 par la Compagnie des chemins de fer de Paris à Lyon et à la Méditerranée (PLM). C'est une gare de la Société nationale des chemins de fer français (SNCF), desservie par des trains TER qui effectuent des missions entre Paris-Bercy et Nevers.

## Situation ferroviaire
Établie à 161 mètres d'altitude, la gare de Gien est située au point kilométrique (PK) 154,278 de la ligne de Moret - Veneux-les-Sablons à Lyon-Perrache, entre les gares ouvertes de Nogent-sur-Vernisson, s'intercale la halte fermée des Choux - Boismorand, et Briare,.
Gare de bifurcation, elle est également située au PK 91,500 de la ligne d'Auxerre-Saint-Gervais à Gien (déclassée), au PK 185,700 de la ligne d'Orléans à Gien partiellement exploitée en trafic fret (déclassée entre Les Bordes et Nevoy), et elle est aussi l'origine au PK 0,000 de la ligne de Gien à Argent partiellement exploitée en trafic fret.

## Histoire

### Gare PLM (1861-1937)

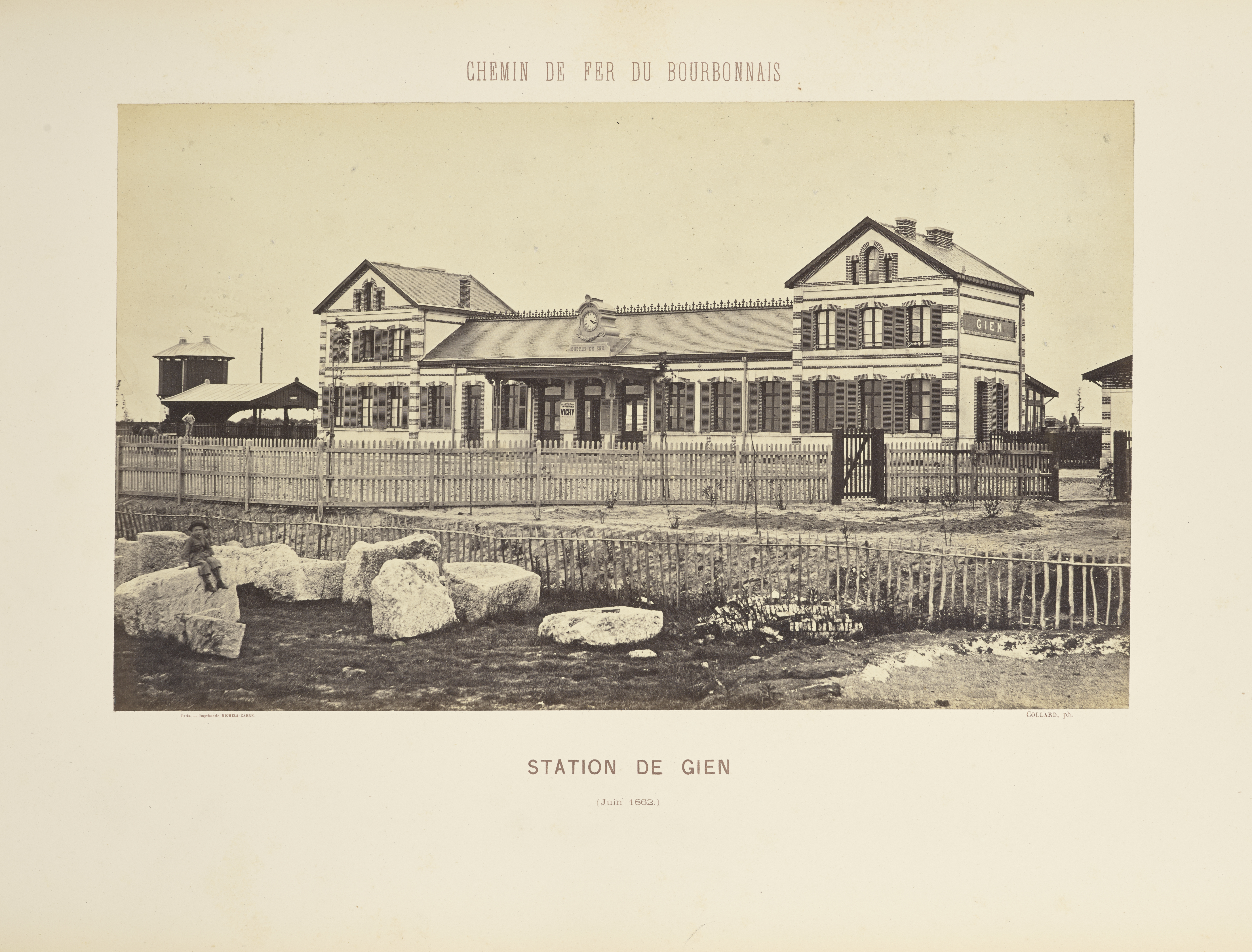
Le bâtiment voyageurs de la gare de Gien, pris en photo par Auguste Hippolyte Collard en juin 1862.

La gare de Gien est mise en service le 21 septembre 1861, par la Compagnie des chemins de fer de Paris à Lyon et à la Méditerranée (PLM) lorsqu'elle ouvre à l'exploitation le tronçon de Montargis à Nevers, au titre de la première section de sa ligne de Paris à Lyon par le Bourdonnais. La deuxième voie est posée en 1862. En 1864, on effectue le drainage de l'entrevoie de la gare.
La gare devient un nœud ferroviaire constitué durant les années 1873-1893. Après avoir été en concurrence avec la gare de Montargis pour une « ligne d'Orléans vers un point du chemin de fer du Bourbonnais à déterminer entre Montargis et Briare », la gare de Gien obtient, à la suite d'une intervention de Napoléon III, d'être choisie pour devenir l'aboutissement de cette ligne attribuée à la Compagnie du chemin de fer de Paris à Orléans (PO). La ligne à voie unique est mise en service le 3 novembre 1873 ; la section, de Toucy - Moulins à Gien, de la ligne d'Auxerre-Saint-Gervais à Gien est mise en service le 17 avril 1884. La ligne est ouverte dans sa totalité le 28 décembre 1885, lors de l'ouverture de la section d'Auxerre-Saint-Gervais à Toucy - Moulins. Quant à la ligne de Gien à Argent, elle est mise en service le 18 décembre 1893 par la Compagnie du chemin de fer de Paris à Orléans (PO), concessionnaire de la ligne en application de la loi du 20 novembre 1893, qui approuve la convention passée le 28 juin 1883 entre le ministre des Travaux publics et la compagnie du PO.
Le projet définitif d'une avenue menant à la gare, avec la rectification de la côte du Temple, est approuvé par une décision ministérielle du 25 mars 1905. Le chantier en cours d'exécution, en 1906, a bénéficié d'une subvention de 42 000 francs.

L'intérieur de la gare ves 1900
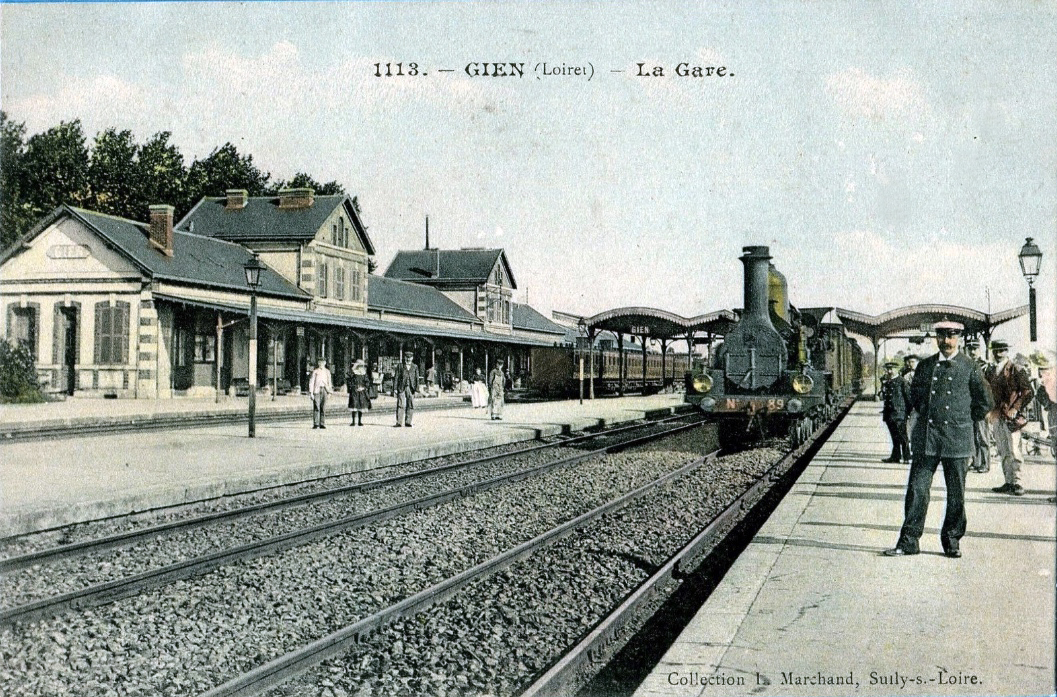
Desserte vers 1900.
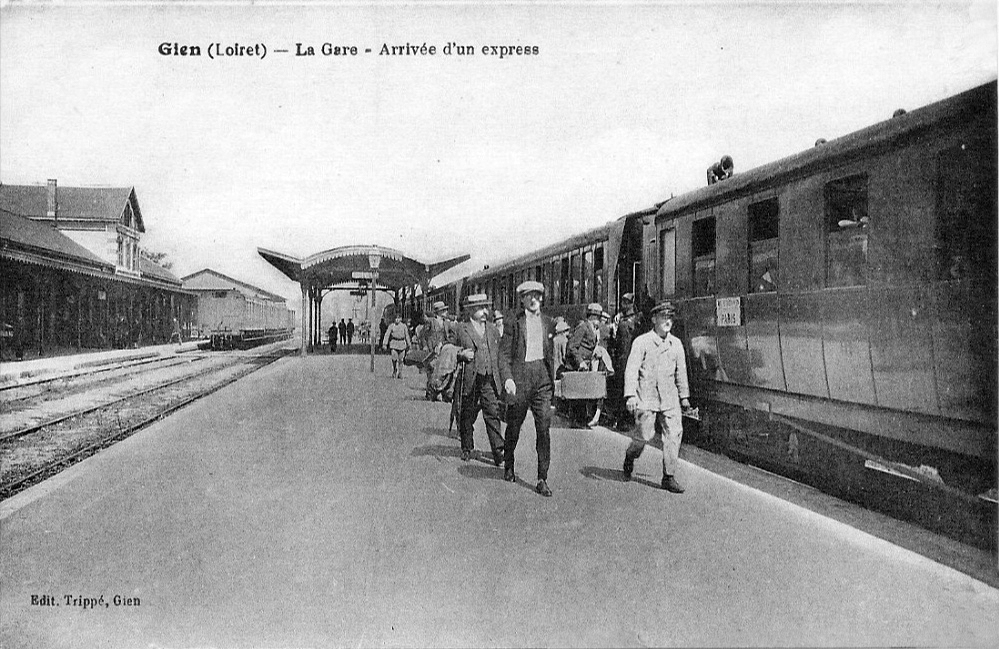
Desserte vers 1900.
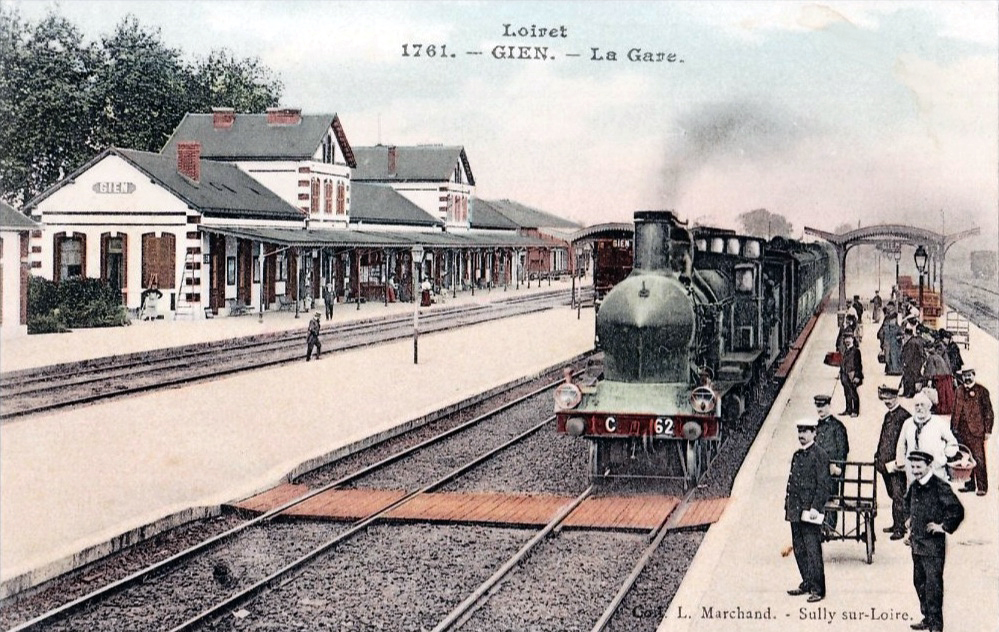
Desserte vers 1907[a].

En 1911, la gare, nommée « Gien », figure dans la « Nomenclature des gares stations et haltes du PLM ». C'est une gare de passage de la ligne de Moret-les-Sablons à Nîmes, située entre la gare des Choux - Boismorand et la gare de Briare et une gare terminus de la ligne d'Auxerre-St-Gervais à Gien, précédée par la gare d'Ouzouer-sur-Trézéc. Elle peut expédier et recevoir des dépêches privées. Elle est ouverte au service complet de la grande vitesse et à celui de la petite vitesse.

Installations
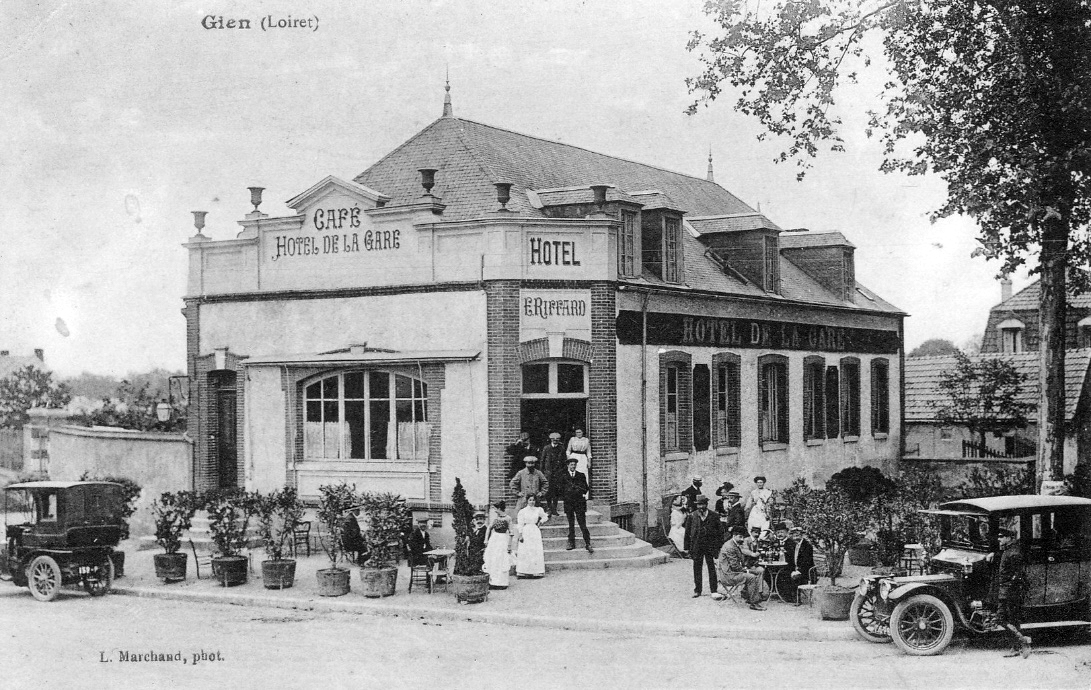
Hôtel de la gare (1910/1920).
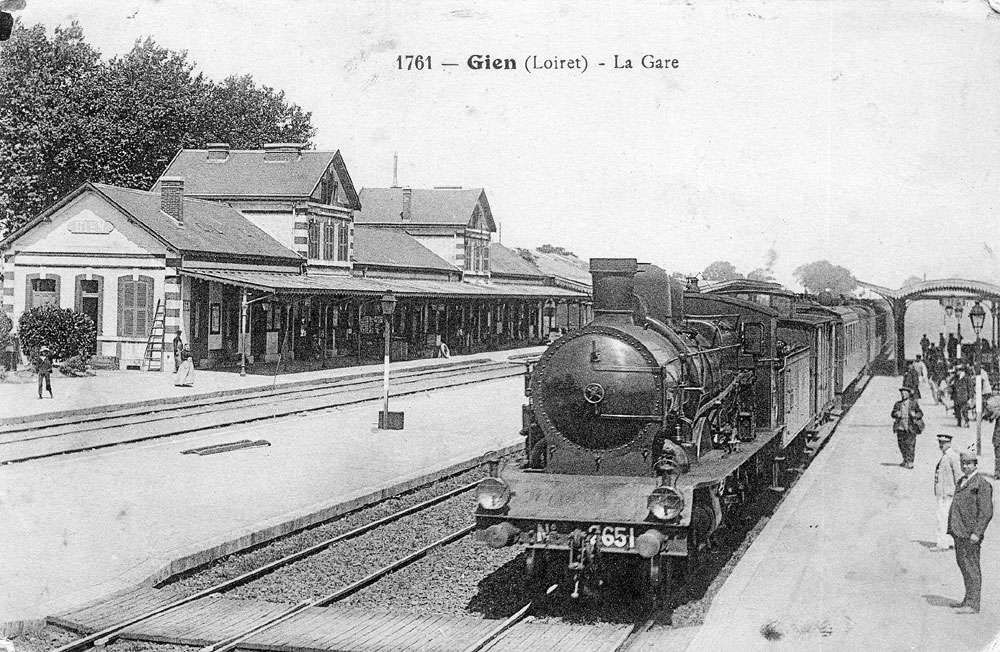
Desserte vers 1920/1930.

La première fermeture d'une des lignes de l'« étoile de Gien » est celle de Gien à Argent-sur-Sauldre, le 1er septembre 1932.

### Gare SNCF (depuis 1938)
Une fois qu'elle est devenue une gare de la Société nationale des chemins de fer français (SNCF), les fermetures se poursuivent avec la fermeture au service des voyageurs de la ligne d'Auxerre-Saint-Gervais à Gien le 2 octobre 1938, puis celle de Gien à Saint-Sauveur-en-Puisaye le 2 octobre 1939, puis celle de Gien aux Bordes le 15 mai 1939. Avec la Seconde Guerre mondiale, le trafic reprend sur les lignes fermées en 1939 pour s'arrêter à la fin du conflit.
Le service marchandises est fermé entre Ouzouer et Gien le 5 juillet 1971 et le déclassement de ce même tronçon a lieu le 26 mai 1973.
En 1985, c'est une gare, de deuxième classe, ouverte aux services des voyageurs et des marchandises ; son trafic annuel de voyageurs est de 96 163 billets et de 2 110 abonnements et son trafic de marchandises, notamment du papier, de la pâte à papier et des céréales, représente un total de 45 700 tonnes à la réception et de 41 531 tonnes à l'expédition.
En 2021, un système de rampes à vélo est posé sur les escaliers des souterrains. Le 20 mars 2021 la région inaugure officiellement les nouveaux trains Rémi express du TER Centre-Val de Loire qui doivent prendre la suite des anciens trains Corail. Les officiels font un aller-retour Gien - Montargis dans la matinée.

## Service des voyageurs

### Accueil
La gare dispose d'un bâtiment voyageurs, avec guichet, ouvert tous les jours. Elle est équipée d'automates pour l'achat des titres de transport. Les accès sont aménagés pour les personnes à la mobilité réduite.

### Desserte
Gien est desservie par des trains TER qui effectuent des missions entre Paris-Bercy et Nevers.

Installations
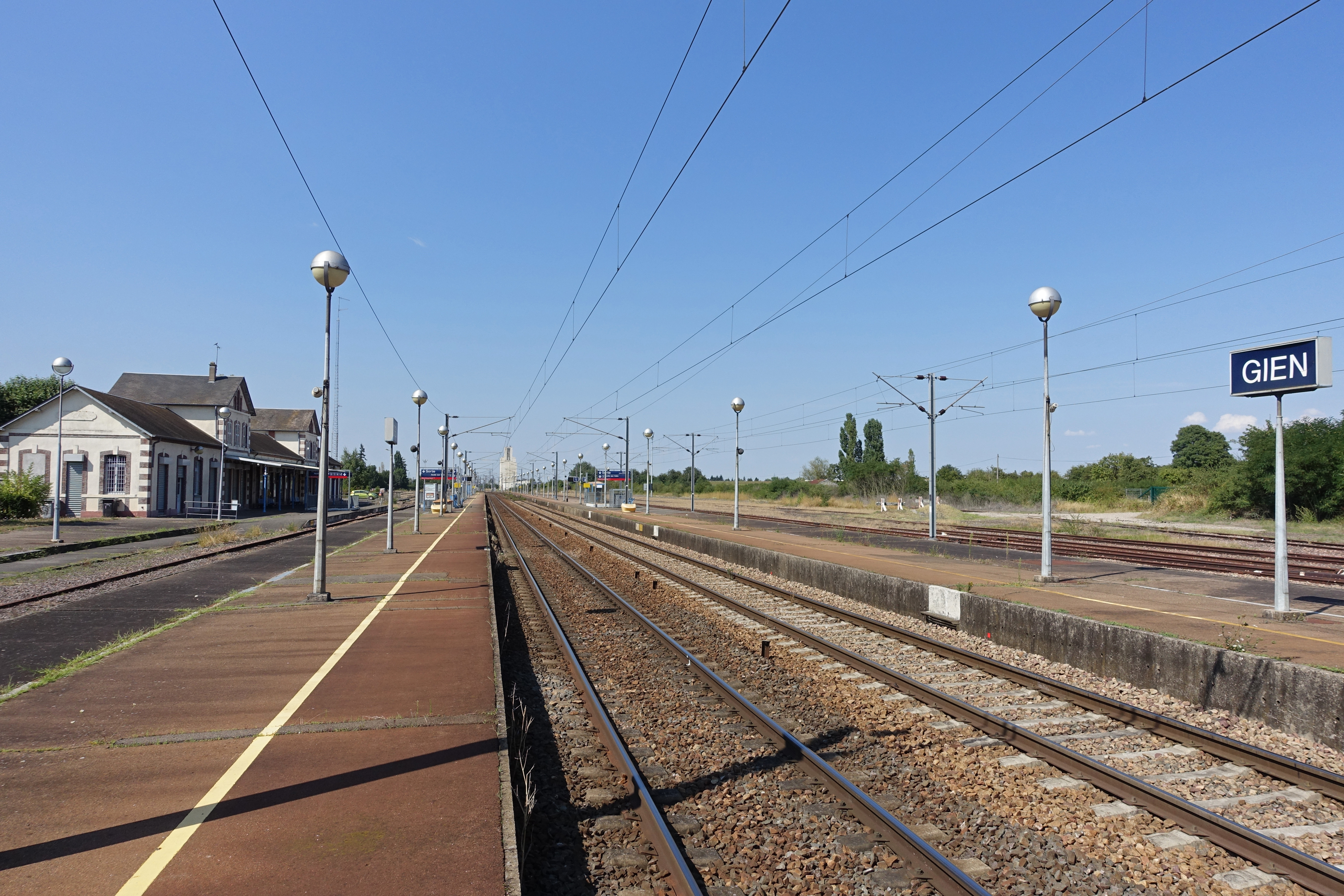
En 2016.
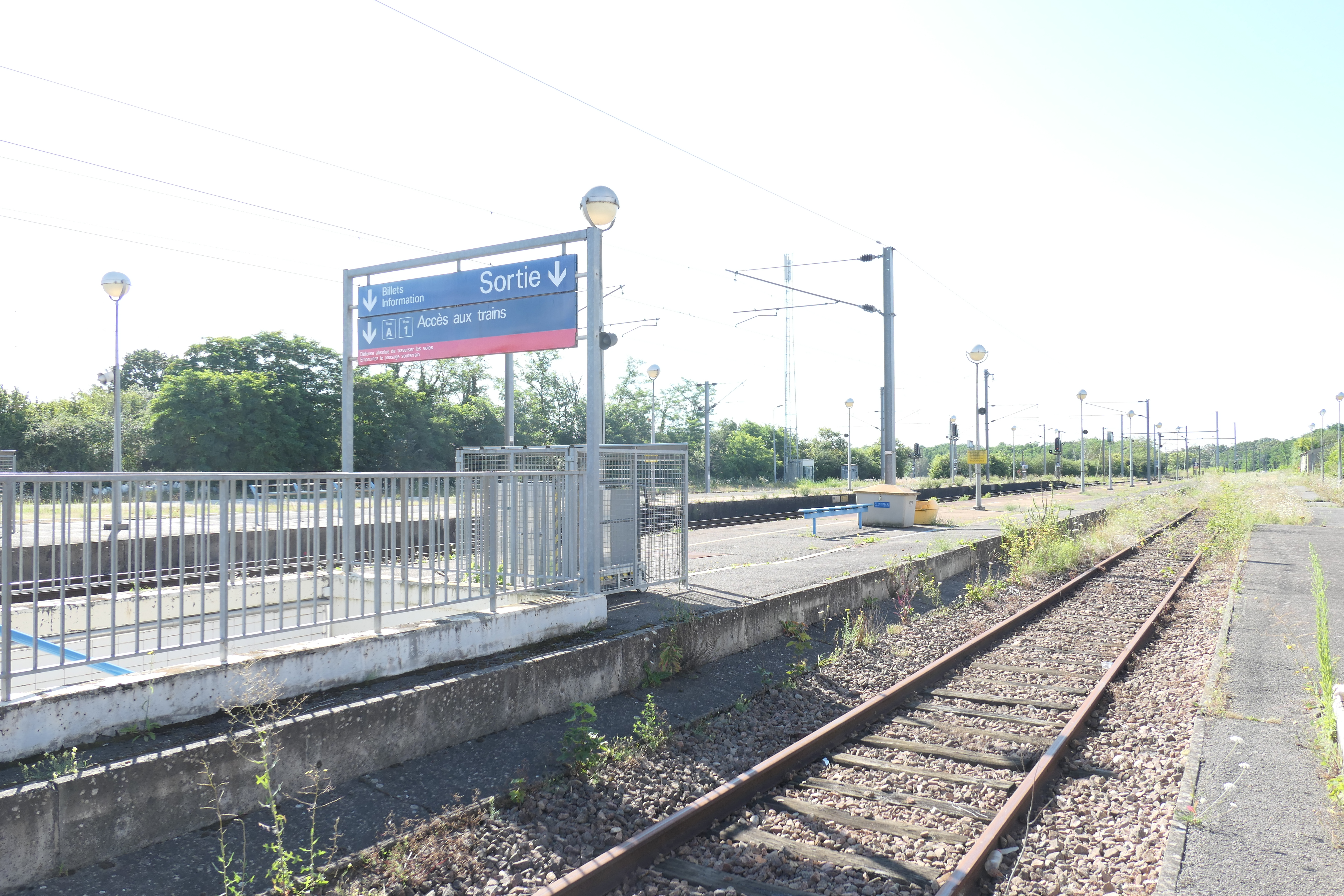
En 2021.
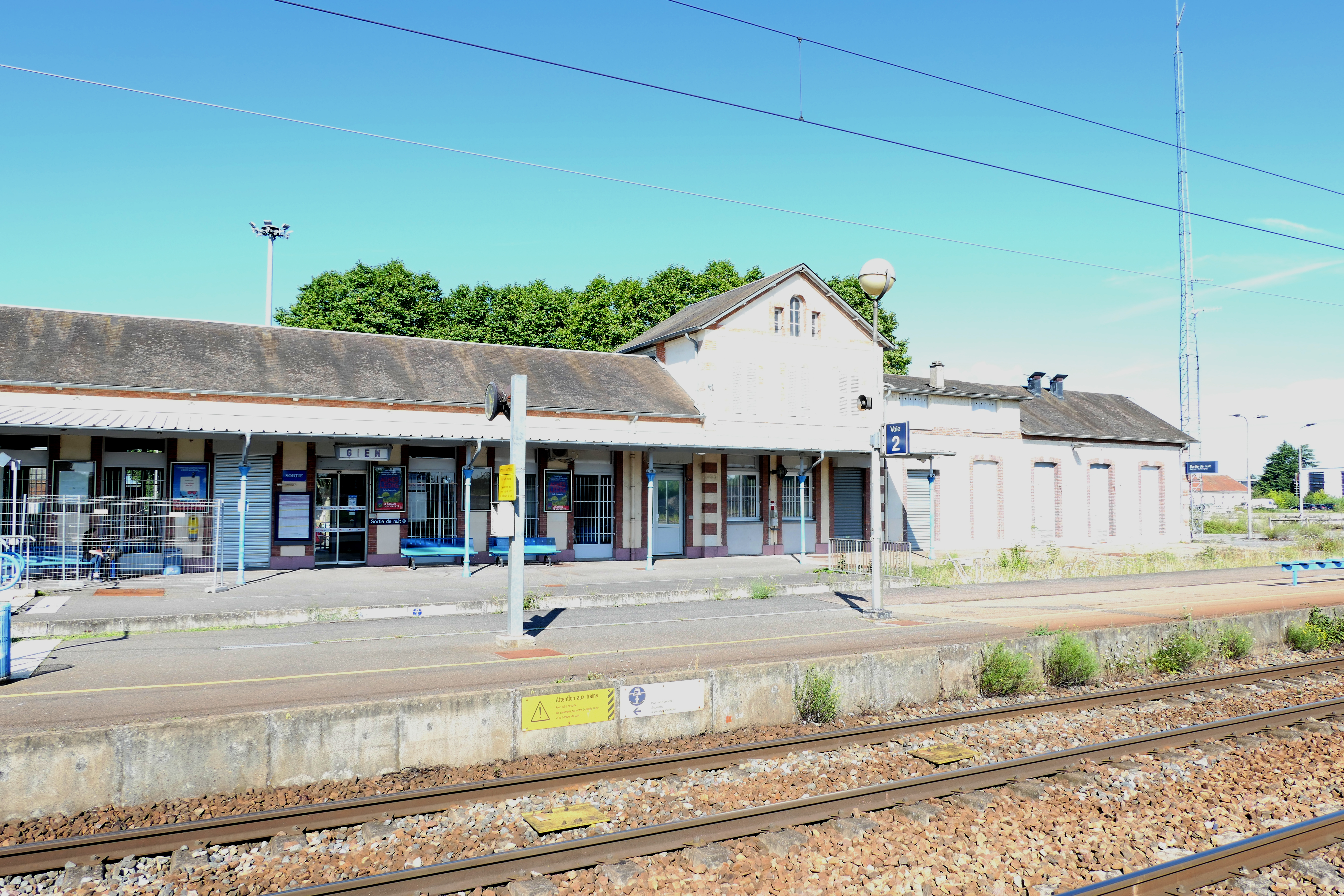
En 2021.

### Intermodalité
Un parking y est aménagé.

## Service des marchandises
Cette gare est ouverte au trafic fret.

## Projet
Le projet d'une réouverture de ligne entre Orléans et l'est du département du Loiret, peut-être jusqu'à Gien est passé par des hauts et des bas depuis une vingtaine d'années ; il est relancé en 2021 avec un objectif : 2025-2026, s'il réussit à surmonter les obstacles.